# Macrozamia mountperriensis
Macrozamia mountperriensis — вид голонасінних рослин класу саговникоподібні (Cycadopsida).
Етимологія: у зв'язку з появою в районі Mount Perry.

## Опис
Рослини без наземного стовбура, стовбур 25–40 см діаметром. Листя 35–80 в кроні, від яскраво-зеленого до темно-зеленого кольору, глянсові, завдовжки 90–150 см, з 50–110 листових фрагментів; хребет не спірально закручений, прямий, жорсткий; черешок 30–75 см в завдовжки, прямий, без шипів. Листові фрагменти прості; середні — завдовжки 240—350 мм, шириною 5–9 мм. Пилкові шишки веретеновиді, 17–23 см завдовжки, 3,5–4 см діаметром. Насіннєві шишки вузько яйцюваті, завдовжки 18–23 см, 7–9 см діаметром. Насіння довгасті, довжиною 25 мм, шириною 16 мм; саркотеста помаранчева, або жовтий колір.

## Поширення, екологія
Країни поширення: Австралія (Квінсленд). Записаний між 50 і 400 м над рівнем моря. Цей вид росте на захищених схилах, хребтах і ярах під рідкісним, високим, сухим склерофітним лісом.

## Загрози та охорона
Розчищення земель призвело до втрати середовища проживання.